# Antoinette IV

O Antoinette IV, foi um protótipo de um monoplano, monomotor francês construído pela Antoinette em 1908.

## Histórico
O Antoinette IV era um avião de asa alta com uma fuselagem de seção triangular muito pequena e uma cauda cruciforme. Equipado com um motor V8 projetado pelo próprio Léon Levavasseur girando um par de lâminas de hélice em configuração por tração.
O controle lateral era feito com grandes ailerons triangulares com bordo de fuga trapezoidais, presos por dobradiças aos bordos de fuga das asas, o sistema anterior de arqueamento das asas foi substituído por esse que se mostrou mais eficiente logo no início dos testes em voo.
Em 19 de fevereiro de 1909, o Antoinette IV voou por 5 km em Mourmelon-le-Grand, e em 19 de julho do mesmo ano, Hubert Latham tentou cruzar o Canal da Mancha nesse modelo, voando por cerca de 11 km partindo de Sangatte antes de fazer um pouso forçado na água devido a uma falha no motor.

## Especificação
Estas são as características do Antoinette IV:
- Características gerais:
  - Tripulação: um
  - Comprimento: 11,5 m
  - Envergadura: 12,8 m
  - Área da asa: 50 m²
  - Peso vazio: 250 kg
  - Motor: 1 x Antoinette 8V, um V8 refrigerado à água de 50 hp.